# 赵岩 (五代十国)
赵岩（9世紀—923年），又作嵒、嵓、巖，原名赵霖，是中国五代十国时期后梁的官员，也是後梁太祖朱溫的女婿，曾幫助朱友贞發動政變奪位，因此得到寵幸，任官期間大肆賣官鬻爵，誣陷老臣，造成後梁朝政日益混亂，軍事上也一再失利，后唐滅梁後赵岩被全家誅殺。

## 早年
其父亲赵犨曾擔任陳州刺史，並在883年在陳州（今河南駐馬店）抵抗農民起義軍黃巢部隊的進攻。趙岩也參與作戰。趙岩是赵犨的次子，在抵抗黄巢期间，他与叔叔赵昶、趙珝和哥哥赵麓一起在父亲的带领下作戰。宣武節度使朱溫也協助赵犨抵抗黄巢以及秦宗权。後來随着朱温的权力不断增强，趙岩也娶了朱溫的女兒（長樂公主）。秦宗权于889年被朱溫俘虏後斬殺，不久赵犨也去世。

## 後梁太祖和朱友珪時期
朱溫于907年逼迫唐哀帝禪位後稱帝，改國號為梁，是為後梁。赵岩被授予衛尉卿和駙馬都尉。908年，他被任命为權知洺州軍州事，之后轉任天威軍使。十二月，授右羽林統軍，改右衛上將軍，充大內皇牆使。909年，他被任命为宿州團練使，不久再次掌管禁軍。
912年，朱友珪在洛阳殺死朱溫後即位，他将朱溫之死歸咎於朱友文並將其處決。然而许多官员怀疑朱溫是被朱友珪所殺。朱友珪即位后不久，赵岩与朱溫的外甥袁象先和杨师厚一起策划推翻朱友珪擁戴朱友貞为皇帝。913年春天，袁象先派兵入宫，将朱友珪包围，朱友珪被迫自杀。袁象先和赵岩隨後發送秘信給位於東都大梁的朱友贞。朱友贞在大梁登基，並將大梁作為首都。

## 朱友贞時期
由于赵岩对朱友贞即位有功，朱讓他擔任租庸使以及戶部尚書。由于他的功劳以及与皇帝的親戚关系，赵岩開始变得傲慢自大，并公开收受贿赂和礼物。他非常欣賞唐朝宰相杜悰的奢華生活。朱友贞不信任其他官員，只信任赵以及外戚张德妃兄弟四人（張漢鼎、張漢傑、張漢倫、張漢融）。這些人提出的建議曾使國家遭受災難。例如，915年，由于朱友贞聽從赵和邵赞的建议削弱天雄軍並将一分为二，這导致了天雄军叛亂，并向晉王投降。917年，在赵的建议下，朱友贞计划在洛阳附近舉行隆重的祭祀天地仪式，但敬翔反對，他認為国家负担不起典礼的费用和賞賜，最後在典禮開始前晉國一舉攻下了黃河的渡口楊劉城，朱友贞只能放棄典禮狼狽回到汴州。赵被指责的其他行为還包括：向皇帝推薦貪腐的李琪為宰相以及盜墓賊温昭图出任匡國節度使。
923年，晉王李存勗稱帝，自稱繼承唐朝（後唐），隨後兩國在黄河附近展開激烈戰鬥。後梁在被后唐的李嗣源率軍突襲丟失鄆州后，朱友貞任命了王彦章为北面招討使，王在對后唐作戰取得了一些胜利。但是，由于王與赵以及张氏外戚不和，赵和张氏外戚一再在朱友貞面前詆毀王，并将作戰胜利归功于王的副手段凝。结果，朱罢免王，任命段为北面招讨使。
段对后唐发动了四路反击，核心部隊由段本人和王晏球指挥，在天雄軍節度使轄地领土与后唐皇帝李存勗对抗。李存勗听取康延孝及郭崇韬建議，渡过黄河与占领天平军的李嗣源会合，然后与段四路反擊中较弱的一支王彦章军對決，並將其擊潰，然后直接前往大梁，而大梁毫无防备。朱曾考虑逃往洛阳，但赵指出如果朱逃离，後梁禁軍可能会发动兵变，因此朱放棄逃亡打算，而是留在大梁，等待段能返回馳援大梁，但段並沒有這麼做。
但同时赵本人也计划逃跑。由於趙和溫韜（即温昭图）關係友好，趙逃到了匡國節度使的駐扎地许州。赵逃离后不久，由於后唐军即將攻破大梁，朱友貞被迫自杀，後梁統治瓦解，溫韜首先佯裝热情地欢迎赵，然后杀死了趙，並将趙的頭顱献给李存勗。

## 绘画

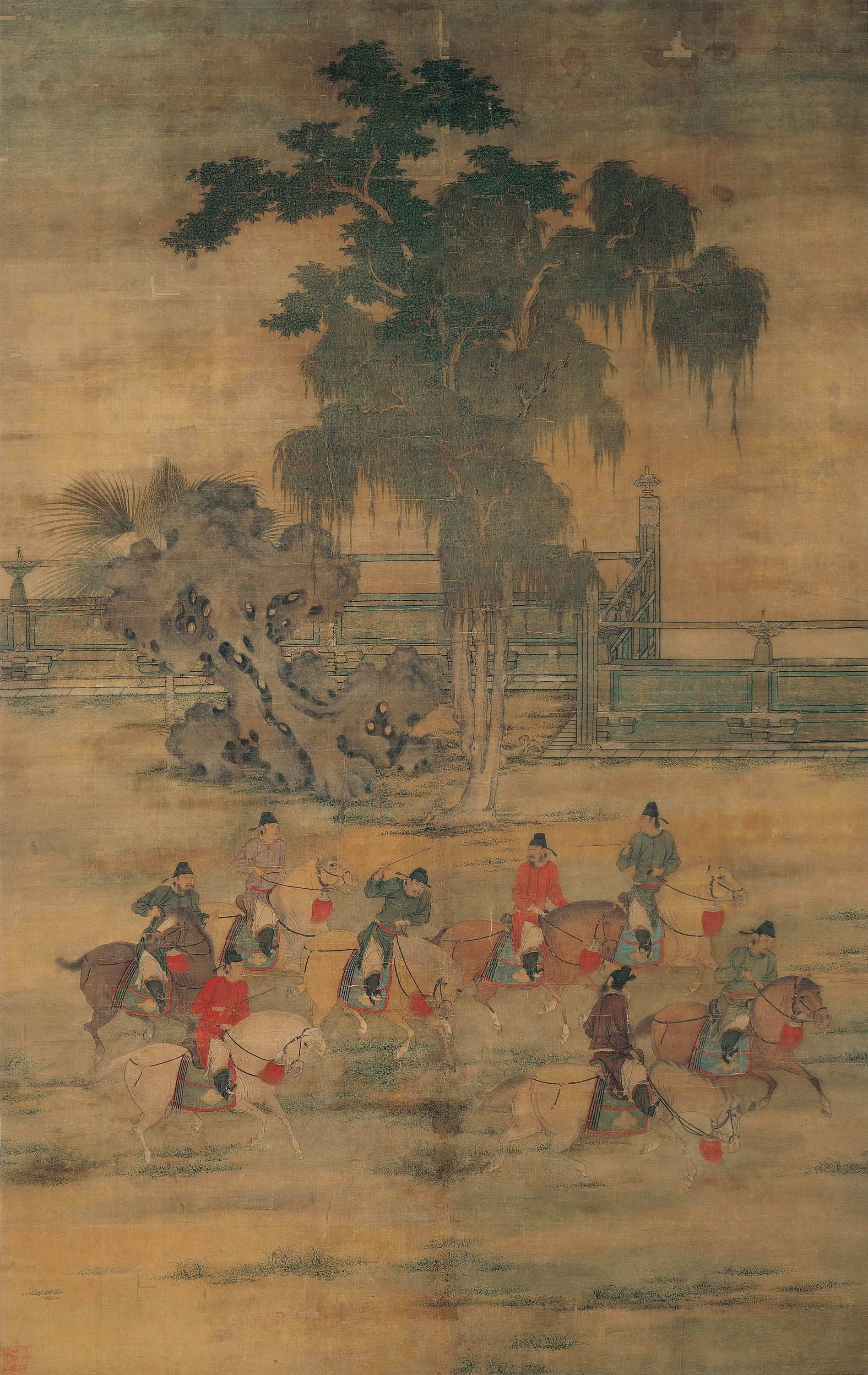
赵岩的《八达春游图》

赵岩还是一位出色的画家，以绘画人物和马匹而闻名。其作品《八达春游图》目前保存在台灣台北故宫博物院。